# Ајмен Ризук
Ајмен Ризук (рођен 1979) је Алжирски шахиста. Титулу Велемајстора (ВМ) ФИДЕ освојио је 2007.године.

## Шаховска каријера
Освојио је Алжирско шаховско првенство 1999. године и представљао је своју земљу на шаховској Олимпијади 2008 године.
Он је играо на Светском шаховском првенству 2000, где је завршио у доњем делу групе Ц, на првенству света у шаху 2002, где је претрпео пораз од Алексеја Широва у првом колу, и на Светском шаховском првенству 2009, где је претрпео пораз од Дмитрија Јаковенка у првом кругу.